# Belbhar
Belbhar (nepalski: बेलभार) – gaun wikas samiti w zachodniej części Nepalu w strefie Bheri w dystrykcie Banke. Według nepalskiego spisu powszechnego z 2001 roku liczył on 746 gospodarstw domowych i 4450 mieszkańców (2148 kobiet i 2302 mężczyzn).